# San Jose (Illinois)
San Jose (pronunciado San Yos) es una villa ubicada en el condado de Mason en el estado estadounidense de Illinois. En el Censo de 2010 tenía una población de 642 habitantes y una densidad poblacional de 495,76 personas por km².

## Geografía
San Jose se encuentra ubicada en las coordenadas 40°18′22″N 89°36′15″O / 40.30611, -89.60417. Según la Oficina del Censo de los Estados Unidos, San Jose tiene una superficie total de 1.29 km², de la cual 1.29 km² corresponden a tierra firme y (0%) 0 km² es agua.

## Demografía
Según el censo de 2010, había 642 personas residiendo en San Jose. La densidad de población era de 495,76 hab./km². De los 642 habitantes, San Jose estaba compuesto por el 97.98% blancos, el 0.16% eran afroamericanos, el 0.31% eran amerindios, el 0.16% eran asiáticos, el 0% eran isleños del Pacífico, el 0.78% eran de otras razas y el 0.62% pertenecían a dos o más razas. Del total de la población el 2.18% eran hispanos o latinos de cualquier raza.